# Conjetura de Dyson

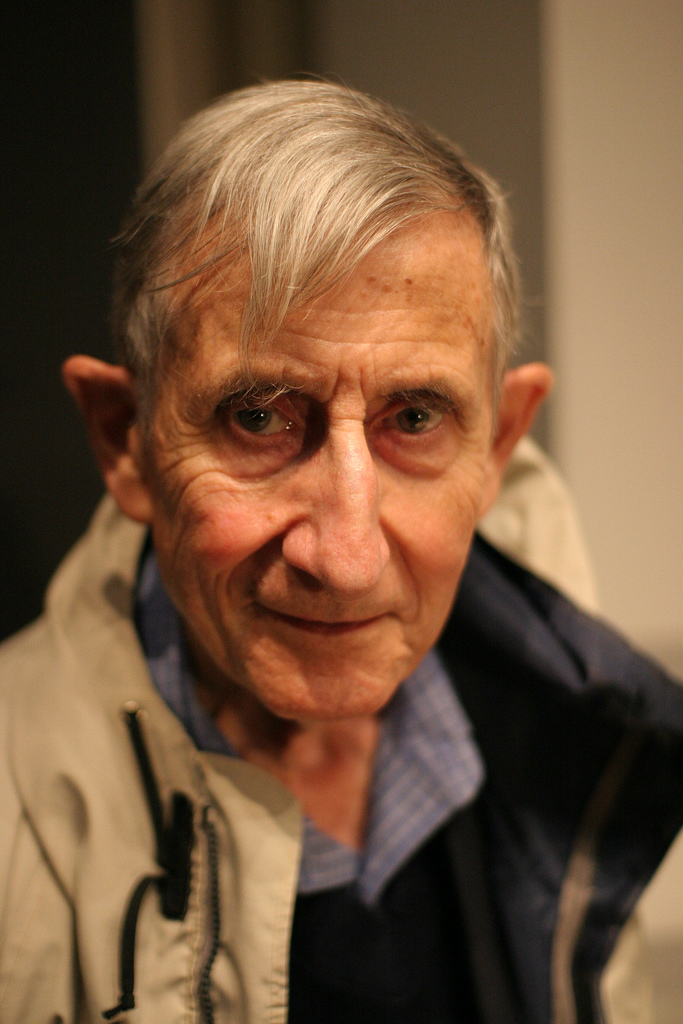
Freeman Dyson, 2005

En el mundo de las matemáticas, la conjetura de Dyson  es una conjetura que habla sobre el término constante de ciertos polinomios de Laurent, demostrada por Wilson y Gunson. Andrews generalizó esto en la conjetura de q-Dyson, demostrada por Zeilberger y Bressoud y a veces llamado también teorema de Zeilberger-Bressoud. Macdonald lo generalizó a sistemas raíces más generales con la conjetura de término constante de Macdonald, que fue demostrada por Cherednik.

## La conjetura de Dyson
La conjetura de Dyson afirma y dice que el polinomio de Laurent
{\displaystyle \prod _{1\leq i\neq j\leq n}(1-t_{i}/t_{j})^{a_{i}}}
tiene el término constante siguiente:
{\displaystyle {\frac {(a_{1}+a_{2}+\cdots +a_{n})!}{a_{1}!a_{2}!\cdots a_{n}!}}.}
Wilson y Gunson lograron demostrar la conjetura por primera vez de forma independiente.  Luego, Good  encontró una prueba corta tras observar que los polinomios de Laurent, y, por tanto, sus términos constantes, satisfacen las relaciones de recursión.
{\displaystyle F(a_{1},\dots ,a_{n})=\sum _{i=1}^{n}F(a_{1},\dots ,a_{i}-1,\dots ,a_{n}).}
En el caso n = 3 de la conjetura de Dyson, se desprende esta de la identidad de Dixon.
Sills, Zeilberger  y Sills  utilizaron un ordenador para poder encontrar expresiones para los coeficientes no constantes de Dyson del polinomio Laurent.

## La integral de Dyson
Cuando todos los valores a i son igual a β/2, el término constante en la conjetura de Dyson es el valor de la integral de Dyson.
{\displaystyle {\frac {1}{(2\pi )^{n}}}\int _{0}^{2\pi }\cdots \int _{0}^{2\pi }\prod _{1\leq j<k\leq n}|e^{i\theta _{j}}-e^{i\theta _{k}}|^{\beta }\,d\theta _{1}\cdots d\theta _{n}.}
La integral de Dyson se trata de un caso especial de la integral de Selberg después de un cambio de variable, y vale lo siguiente:
{\displaystyle {\frac {\Gamma (1+\beta n/2)}{\Gamma (1+\beta /2)^{n}}}}
Y que esto nos da una prueba más de la conjetura de Dyson en este caso especial.

## La conjetura deq-Dyson
Andrews encontró un q-análogo de la conjetura de Dyson, afirmando él que el término constante de:
{\displaystyle \prod _{1\leq i<j\leq n}\left({\frac {x_{i}}{x_{j}}};q\right)_{a_{i}}\left({\frac {qx_{j}}{x_{i}}};q\right)_{a_{j}}}
es
{\displaystyle {\frac {(q;q)_{a_{1}+\cdots +a_{n}}}{(q;q)_{a_{1}}\cdots (q;q)_{a_{n}}}}.}
Aquí ( a;q ) n es el símbolo q-Pochhammer.

## La conjetura de Macdonald
Macdonald extendió esta conjetura a sistemas raíces finitos o afines arbitrarios, con la conjetura original de Dyson correspondiente al caso del sistema radicular A n-1 y la conjetura de Andrews correspondiente al sistema raíz afín U n-1 . Macdonald reformuló estas conjeturas como conjeturas sobre las normas de los polinomios de Macdonald. Cherednik probó las conjeturas de Macdonald con álgebras de Hecke doblemente afinas.
La forma de Macdonald de la conjetura de Dyson para sistemas radicales del tipo BC está estrechamente relacionada con la integral de Selberg.